# Liste von Persönlichkeiten aus Magliaso
Diese Liste enthält in Magliaso geborene Persönlichkeiten und solche, die in Magliaso ihren Wirkungskreis hatten, ohne dort geboren zu sein. Die Liste erhebt keinen Anspruch auf Vollständigkeit.

## Persönlichkeiten
(Sortierung nach Geburtsjahr)
- Landolfo de Carcano (* um 1060 in Mailand; † nach 1116 in Como), Adel, Bischof, exkommuniziert, Flüchtling, wohnte bis 116 im Schloss Magliaso[1]

- Adelfamilie Rusca.[2][3]
  - Marcolo Rusca (* um 1365 in Magliaso; † vor 1426 ebenda), er heiratete Catalina della Torre, von Mendrisio, und wurde dadurch Stammvater des Zweiges Rusca-della Torre[2]
  - Giorgio Rusca (* um 1395 in Magliaso; † gegen 1465 in Bellinzona), Sohn des Marcolo, Offizier, Politiker in der Landschaft Bellinzona und Anwalt des Herzogs von Mailand, er besass grosse Güter in Bellinzona und Umgebung, war auch im Handel tätig; caneparo von Bellinzona, Biasca, Osogna, Cresciano und Claro[4][2]
  - Giovanni Rusca (* um 1399 in Magliaso; † nach 1465 in Bellinzona), Sohn des Marcolo,  genannt de Como, Mitglied des Rats von Bellinzona 1426 und 1432, Mitunterzeichner des Friedens 1426 nach der Schlacht bei Arbedo[2]
  - Luterio Rusca (* um 1425 in Magliaso; † nach 1459 in Bellinzona), Sohn des Giorgio, Chorherr von Bellinzona 1459, tatsächlich das Haupt der grossen Kirchgemeinde unter dem Erzpriester Barengo[2]
  - Giorgio Rusca (* um 1460 in Magliaso; † vor 6. September 1525 in Bellinzona), Enkel des Giorgio, Erzpriester von Bellinzona[2]
  - Gabriele Rusca (* um 1460 in Magliaso; † nach 1500 in Bellinzona), Mitglied des Stadtrats 1498 und 1499, zeichnet sich 1500 im Aufstand Bellinzonas gegen die Franzosen aus[2]
  - Francesco Rusca (* um 1460 in Magliaso; † vor 1528 ebenda), er liess 1520 in der Kirche Santa Maria degli Angeli in Lugano die Kapelle Rusca bauen und mit schönen, restaurierten Fresken ausschmücken[2]

- Karl Konrad Beroldingen (* 1624 in Lugano; † 1706 ebenda), Oberst und Fliegerhauptmann[5][6]
- Giacomo Bay (* um 1650 in Magliaso; † um 1700 in Warschau ?), Baumeister[7][8]
- Carlo Antonio Bay (1678–1740), Baumeister, Architekt in Warschau

- Familie Albisetti.[9]

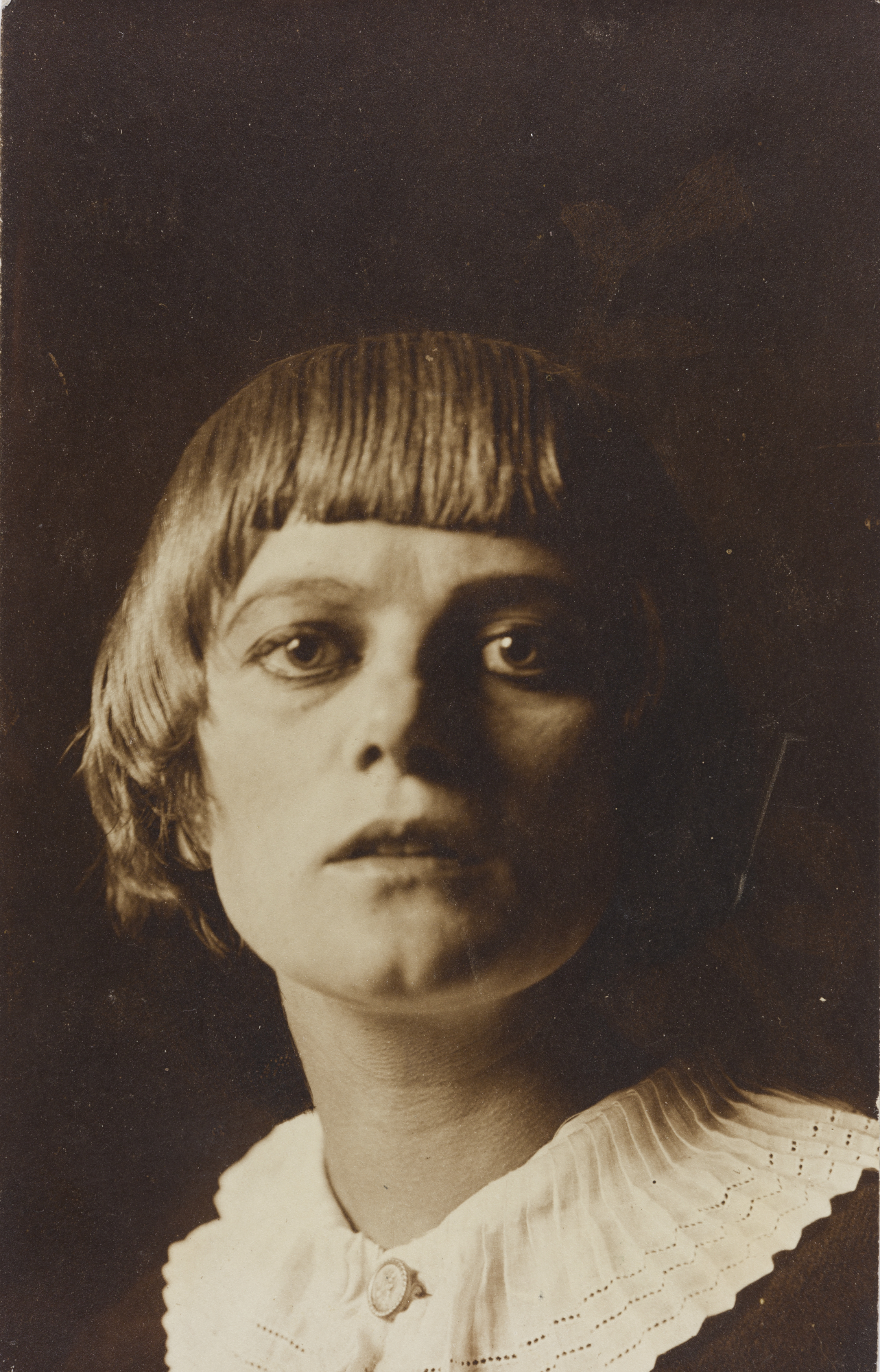
Emmy Hennings, ca. 1906–1910

Sigrid Onegin 1914
beim Schlittschuhlaufen

  - Francesco Albisetti (* um 1770 in Ponte Tresa; † nach dem 1815 in Magliasina), Tessiner Grossrat[9]
  - Giuseppe Albisetti (* um 1775 in Magliasina, Fraktion der Gemeinde Magliaso; † nach 1813 ebenda), Priester, Tessiner Grossrat[9]
  - Giuseppe Albisetti (* 30. November 1803 in Magliasina; † 14. August 1865 ebenda), Advokat und Notar[9]

- Familie Quadri dei Vigotti de Magliaso.[10]
  - Sebastiano Quadri (* um 1728 in Magliaso; † nach 1769 ebenda), Freiherr, 1769 in Magliaso erwähnt[10]
  - Giuseppe Quadri (* 1730 in Magliaso; † 16. April 1790 ebenda), Bruder des Giovanni Battista, Militär, Offizier der Garde des Kaisers von Österreich Joseph II. (HRR), lebte in Magliaso[10]
  - Giovanni Battista Quadri (* um 1732 in Magliaso; † vor 1781 in Österreich), Bruder oder Verwandter des Sebastiano, Militär, Oberst in der Garde des Kaisers von Österreich Joseph II. (HRR), lebte in Magliaso[10]
  - Giovanni Battista Quadri (1777–1839), Anwalt, Notar und Politiker, Landammann (Landamano reggente)
  - Antonio Quadri (* um 1760 in Magliaso; † 1837), Sohn des Giuseppe, Advokat und Notar, wirkte mit an der Ausarbeitung tessinischer Gesetzbücher und nahm mit seinem Bruder Giovan Battista lebhaften Anteil an den politischen Ereignissen der Jahre 1798–1803. Sekretär des Kongresses von Pian Povrò (Massagno) 1802; Tessiner Grossrat 1808–1813, 1815, 1834, Mitglied der Tagsatzung 1826, 1829[10]
  - Giuseppe Quadri (* um 1800 in Magliaso; † nach 1839 in Mailand ?), Sohn des Giovanni Battista, Advokat, Politiker, Tessiner Grossrat 1837–1839, einer der Führer der neuen konservativen Partei, die 1839 mit den Gemässigten fusionierte. Bei der Revolution von 1839 musste er das Land verlassen, wurde des Hochverrats angeklagt und zu drei Jahren Zwangsarbeit verurteilt[10]
  - Giovanni Battista Quadri (* um 1860 in Magliaso; † 11. Juli 1908 in Dolores (Buenos Aires)), Enkel des Giuseppe, Ingenieur; Finanzverwalter der Stadt Dolores; Präsident des Banco comercial[10]

- Rudolf Fastenrath (* 12. März 1856 in Kreuzweg bei Halver; † 4. Dezember 1925 in Lamone), Heilpraktiker und Schriftsteller[11][12]
- Attilio Salvadè (* 1864 in Magliaso; † 1930 in Genua), Sohn des Gastwirtes Pietro, er leitete das Schweizer Konsulat in Genua und besass eine florierende Farbenfabrik[13]
- Walter Realini (* 1870 in Buenos Aires; † 1953 in Magliaso), Maler, er hat die Kapellen des Kreuzweges auf dem Fluch der Kirche Heiligen Peter und Paul in Astano mit Fresken versehen, (heute verloren).[14]
- Giovanni Salvadè (* 1873 in Magliaso; † 1944 ebenda), Bildhauer[15]
- Enrico Maspoli (* 19. Dezember 1877 in Magliaso; † 2. April 1943 ebenda), Priester, Doktor der Rechte, Kanoniker der Kathedrale San Lorenzo (Lugano), Vizerektor des Seminars von Lugano, Lokalhistoriker, Publizist[16]
- Werner von der Schulenburg (1881–1958), deutscher Theaterautor
- Emmy Hennings (1885–1948), deutsche Schriftstellerin und Kabarettistin
- Sigrid Onégin (1889–1943), Sängerin
- Ivy Livio-Ungaretti (* 4. Januar 1921 in Alexandria; † 19. November 2006 in Morcote), Malerin lebte in Magliaso[17]
- Flavia Zanetti Ambrosini (* 28. September 1945 in Locarno), Installations- und Objektkünstlerin, Zeichnerin, Künstlerin und Gründerin des Ausstellungsraums Officinaarte in Magliaso (1992–2013)[18][19]
- Bill Arigoni (oder Giuseppe Arrigoni) (1949–2010), Schweizer Politiker (PdA, SP), Tessiner Grossrat[20]
- Bernardino Croci-Maspoli (* 1956 in Magliaso), Sekundarlehrer, Lokalhistoriker, Direktor des Museo del Malcantone in Curio[21]